# Promozione Puglia 1978-1979
Nella stagione 1978-1979 la Promozione era sesto livello del calcio italiano (il massimo livello regionale). Qui vi sono le statistiche relative al campionato in Puglia.
Il campionato è strutturato in vari gironi all'italiana su base regionale, gestiti dai Comitati Regionali di competenza. Promozioni alla categoria superiore e retrocessioni in quella inferiore non erano sempre omogenee; erano quantificate all'inizio del campionato dal Comitato Regionale secondo le direttive stabilite dalla Lega Nazionale Dilettanti, ma flessibili, in relazione al numero delle società retrocesse dal Campionato Interregionale e perciò, a seconda delle varie situazioni regionali, la fine del campionato poteva avere degli spareggi sia di promozione che di retrocessione.

## Girone A

### Squadre partecipanti
| Club                         | Città                  |
| ---------------------------- | ---------------------- |
| F.C. AVIS Edilsport Altamura | Altamura (BA)          |
| Pol. Arpifoggia              | Foggia                 |
| U.S. Bitonto                 | Bitonto (BA)           |
| A.S. Castellana              | Castellana Grotte (BA) |
| U.S. Corato                  | Corato (BA)            |
| G.S.O.P. Don Uva             | Bisceglie (BA)         |
| U.S. Giovinazzo              | Giovinazzo (BA)        |
| U.S. Lucera                  | Lucera (FG)            |
| A.S. Manfredonia             | Manfredonia (FG)       |
| U.S. Modugno                 | Modugno (BA)           |
| U.S. Noicattaro              | Noicattaro (BA)        |
| S.S. Pro Gioia               | Gioia del Colle (BA)   |
| A.S. Putignano Calcio        | Putignano (BA)         |
| A.C. Triggiano               | Triggiano (BA)         |
| A.S. Ruvo                    | Ruvo di Puglia (BA)    |
| U.S. San Severo              | San Severo (FG)        |

### Classifica finale
|  | Pos. | Squadra           | Pt  | G   | V   | N   | P   | GF  | GS  | DR  |
|  | ---- | ----------------- | --- | --- | --- | --- | --- | --- | --- | --- |
|  | 1.   | Lucera (-1)       | 43  | 30  | 20  | 4   | 6   | 53  | 27  | +26 |
|  | 2.   | Corato            | 36  | 30  | 12  | 12  | 6   | 41  | 25  | +16 |
|  | 3.   | Ruvo              | 35  | 30  | 14  | 7   | 9   | 37  | 26  | +11 |
|  | 4.   | Pro Gioia         | 34  | 30  | 11  | 12  | 7   | 30  | 24  | +6  |
|  | 5.   | Modugno           | 34  | 30  | 13  | 8   | 9   | 32  | 26  | +6  |
|  | 6.   | Altamura          | 31  | 30  | 10  | 11  | 9   | 28  | 28  | 0   |
|  | 7.   | Bitonto           | 30  | 30  | 9   | 12  | 9   | 27  | 30  | -3  |
|  | 8.   | Putignano         | 30  | 30  | 9   | 12  | 9   | 28  | 23  | +5  |
|  | 9.   | Triggiano         | 29  | 30  | 8   | 13  | 9   | 27  | 35  | -8  |
|  | 10.  | San Severo        | 29  | 30  | 7   | 15  | 8   | 23  | 29  | -6  |
|  | 11.  | Arpifoggia        | 29  | 30  | 8   | 13  | 9   | 33  | 32  | +1  |
|  | 12.  | Castellana        | 25  | 30  | 5   | 15  | 10  | 20  | 31  | -11 |
|  | 13.  | Noicattaro        | 24  | 30  | 6   | 12  | 12  | 24  | 30  | -6  |
|  | 14.  | Giovinazzo        | 24  | 30  | 6   | 12  | 12  | 21  | 30  | -9  |
|  | 15.  | Don Uva Bisceglie | 24  | 30  | 7   | 10  | 13  | 18  | 29  | -11 |
|  | 16.  | Manfredonia       | 22  | 30  | 5   | 12  | 13  | 23  | 40  | -17 |
|  |      |                   | 479 | 480 | 150 | 180 | 150 | 465 | 465 | 0   |

Legenda:

         Promosso in Serie D 1979-1980.
         Retrocesso in Prima Categoria 1979-1980.
Note:
Due punti a vittoria, uno a pareggio, zero a sconfitta.
Il Lucera è stato penalizzato con la sottrazione di 1 punto in classifica.

## Girone B

### Squadre partecipanti
| Club                     | Città              |
| ------------------------ | ------------------ |
| U.S. Antonio Toma Maglie | Maglie (LE)        |
| U.S. Calimera            | Calimera (LE)      |
| U.S. Carmiano            | Carmiano (LE)      |
| Pol. Carovigno           | Carovigno (BR)     |
| Pol. Virtus Casarano     | Casarano (LE)      |
| Pol. Castellaneta        | Castellaneta (TA)  |
| S.S. Circito Cassano     | Cassano Murge (BA) |
| A.C. Copertino           | Copertino (LE)     |
| U.S. Pro Italia Galatina | Galatina (LE)      |
| A.S. Ginosa              | Ginosa (TA)        |
| A.C. Locorotondo         | Locorotondo (BA)   |
| U.S. Lorenzo Mariano     | Scorrano (LE)      |
| A.C. Manduria            | Manduria (TA)      |
| A.C. Massafra            | Massafra (TA)      |
| A.C. Ostuni Sport        | Ostuni (BR)        |
| U.S. Tricase             | Tricase (LE)       |

### Classifica finale
|  | Pos. | Squadra             | Pt  | G   | V   | N   | P   | GF  | GS  | DR  |
|  | ---- | ------------------- | --- | --- | --- | --- | --- | --- | --- | --- |
|  | 1.   | Virtus Casarano     | 46  | 30  | 20  | 6   | 4   | 41  | 9   | +32 |
|  | 2.   | Pro Italia Galatina | 41  | 30  | 16  | 9   | 5   | 45  | 21  | +24 |
|  | 3.   | Ostuni              | 35  | 30  | 13  | 9   | 8   | 34  | 25  | +9  |
|  | 4.   | Toma Maglie         | 33  | 30  | 12  | 9   | 9   | 34  | 27  | +7  |
|  | 5.   | Carovigno           | 32  | 30  | 11  | 10  | 9   | 44  | 31  | +13 |
|  | 6.   | Castellaneta        | 32  | 30  | 9   | 14  | 7   | 30  | 35  | -5  |
|  | 7.   | Locorotondo         | 30  | 30  | 9   | 12  | 9   | 32  | 31  | +1  |
|  | 8.   | Copertino           | 29  | 30  | 10  | 9   | 11  | 23  | 31  | -8  |
|  | 9.   | Lorenzo Mariano     | 29  | 30  | 9   | 11  | 10  | 30  | 41  | -11 |
|  | 10.  | Calimera            | 28  | 30  | 9   | 10  | 11  | 40  | 38  | +2  |
|  | 11.  | Tricase             | 28  | 30  | 6   | 16  | 8   | 21  | 28  | -7  |
|  | 12.  | Massafra            | 27  | 30  | 11  | 5   | 14  | 39  | 25  | +14 |
|  | 13.  | Circito Cassano     | 27  | 30  | 7   | 13  | 10  | 30  | 26  | +4  |
|  | 14.  | Ginosa              | 27  | 30  | 10  | 7   | 13  | 26  | 24  | +2  |
|  | 15.  | Carmiano            | 27  | 30  | 11  | 5   | 14  | 19  | 27  | -8  |
|  | 16.  | Manduria (-2)       | 7   | 30  | 3   | 3   | 24  | 5   | 74  | -69 |
|  |      |                     | 478 | 480 | 166 | 148 | 166 | 493 | 493 | 0   |

Legenda:

         Promosso in Serie D 1979-1980.
         Retrocesso in Prima Categoria 1979-1980.
Note:
Due punti a vittoria, uno a pareggio, zero a sconfitta.
Il Manduria è stato penalizzato con la sottrazione di 2 punti in classifica.